# Brandnetelprachtwants
De brandnetelprachtwants of brandnetelblindwants (Liocoris tripustulatus) is een wants uit de familie van de blindwantsen (Miridae). Het is de enige vertegenwoordiger van het geslacht Liocoris. De wetenschappelijke naam van de soort werd in 1781 gepubliceerd door Johann Christian Fabricius.

## Uiterlijk
De wants bereikt een lichaamslengte van 3,5 tot 5 millimeter en is altijd langvleugelig (macropteer).
De pootjes zijn geelbruin met donkere ringen om de dijen en schenen. De antennen, die ook donkergeel zijn en aan het einde bruiner, hebben eveneens donkere ringen. Het zichtbare doorzichtige deel van de vleugels is donker. De voorvleugels zijn zwart met geelwitte dwarsband en het einde van de voorvleugels (cuneus) is ook wit of geel van kleur, met een zwarte punt. De soort kan soms verward worden met Orthops basalis) en Orthops kalmii, bij deze wantsen ontbreken echter de ringen om de schenen en antennes.

## Leefwijze
Het dier voedt zich door te zuigen op brandnetel. Volwassen dieren worden ook wel op andere planten gezien, maar of ze daar ook van eten is onduidelijk. De soort kent één jaarlijkse generatie. De eitjes worden in april gelegd. In mei verschijnen de larven, die geheel groen zijn met later een witte of geelgroene tekening. In juli verschijnen de verse imagines. Van de vorige generatie leven dan echter ook nog exemplaren. De soort overwintert als imago en hebben gedurende die tijd een donkeroranje tekening.

## Leefgebied
De brandnetelprachtwants komt verspreid over het Palearctisch gebied voor. In Nederland en België is het diertje, zoals ook op de meeste plaatsen binnen het areaal, zeer algemeen.